# Институт Жаботинского
Институт Жаботинского — израильская общественная организация.
Находится в Тель-Авиве, Израиль. Основан свыше 70 лет назад доктором Йосифом Паамони. Формально институт — общественная организация, не связанная ни с какими политическими партиями. Фактически близка к правой и правящей ныне партии Ликуд. Руководитель — экс-депутат Кнессета Йоси Ахимеир, сын знаменитого публициста и подпольщика Аббы Ахимеира.
Наиболее полное собрание документов, связанных с жизнью, творчеством и наследием Зеева Жаботинского, его архив, а также многочисленные исследования о нём. В Институте около миллиона документов, среди них — семь тысяч писем Жаботинского. Значительная часть материалов доступна на сайте Института в интернете. Институт Жаботинского — это не только исторический архив, связанный с жизнью и деятельностью Жаботинского, но и учебно-педагогический центр. Институт организует экскурсии.
Институт занимается выпуском трудов самого Жаботинского на нескольких языках, включая русский, книг о нём, а также организацией семинаров, посвященных наследию Жаботинского в современном мире. Частью института является и Музей Жаботинского.